# Saurauia schwazii
Saurauia schwazii är en tvåhjärtbladig växtart som beskrevs av Sijfert Hendrik Koorders. Saurauia schwazii ingår i släktet Saurauia och familjen Actinidiaceae. Inga underarter finns listade i Catalogue of Life.